# Chuck Smith (Prediger)

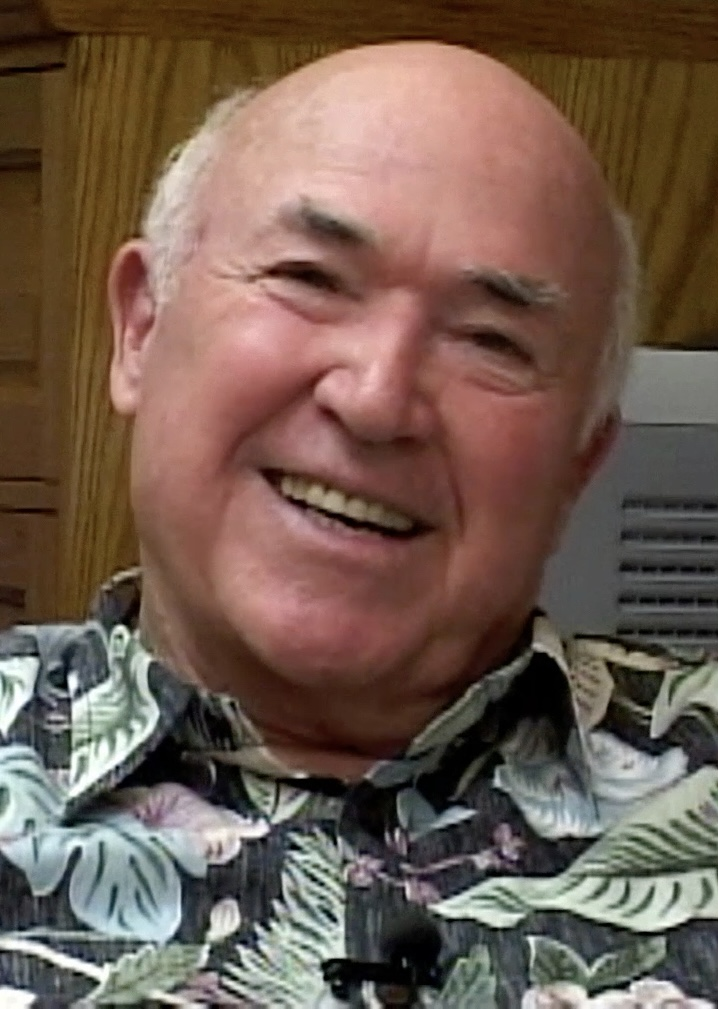
Chuck Smith

Chuck Smith (auch Charles Ward Smith; * 10. Juni 1927 in Ventura, Kalifornien; † 3. Oktober 2013 in Newport Beach, Kalifornien) war ein US-amerikanischer Prediger und Begründer der Calvary-Chapel-Bewegung.

## Leben
Chuck Smith absolvierte eine Ausbildung auf dem LIFE Bible College und wurde als Pastor der International Church of the Foursquare Gospel bestimmt. Nachdem er mehrere Jahre als Pastor in Tucson (Arizona), Huntington Beach (Kalifornien) und Corona (Kalifornien) gearbeitet hatte und von der kirchlichen Entwicklung und den Bemühungen um neue Kirchenmitglieder frustriert war, übernahm er 1965 eine Kirche mit 25 Mitgliedern in Santa Ana (Kalifornien), die er Calvary Chapel nannte (später Calvary Chapel, Costa Mesa). Smith begann sofort, seine Predigten im Radio zu veröffentlichen. Der daraus resultierende Zuwachs an Gottesdienstbesuchern war unerwartet hoch, sodass die Gemeinde nach zwei Jahren aus fast 2000 Mitgliedern bestand. Das Wachstum war so stark, dass man die Radiosendungen zeitweise einstellte, da nicht genügend Platz für neue Mitglieder vorhanden war.
Als die Hippiekultur Mitte der 1960er Jahre ihren Höhepunkt erreichte, bekam Smith durch seine jugendliche Tochter Kontakt zu jungen Christen der Jesus People. Trotz anfänglicher Vorurteile gegenüber den Hippies begann er seine Kirche als Treffpunkt und Wohnort für einige Hippies zur Verfügung zu stellen. Aus dieser Zeit stammt die in der Mentalität der Calvary-Chapel-Gemeinden verwurzelte „Komm-wie-du-bist“-Einstellung. Chuck Smith erkannte, dass viele Hippies von anderen Kirchen aufgrund ihres Äußeren abgelehnt wurden. Viele seiner späteren Mitarbeiter und etliche der Ältesten seiner Kirche waren Hippies aus dieser Zeit.
Im Laufe der Jahre wurden aus der Calvary Chapel in Costa Mesa heraus weltweit mehr als 700 weitere Kirchen gegründet. Es gab jedoch auch Abspaltungen. Die von John Wimber gegründete Vineyard-Bewegung spaltete sich aufgrund unterschiedlicher Betonungen übernatürlicher Zeichen und Wunder von der Calvary-Chapel-Bewegung ab.
Bis zu seinem Tod erreichten Smiths einfache, auf der Bibel basierende Predigten jede Woche 25.000 Menschen; darüber hinaus werden bis heute Menschen durch seine aufgezeichneten Ansprachen und Bücher erreicht.

## Kritik
In seinen Büchern End Times (1978) und Future Survival (1980) sagte Smith voraus, dass die Welt bis spätestens 1981 untergehen werde. Als die Vorhersage nicht eintraf, verließen viele enttäuschte Anhänger die Calvary-Chapel-Bewegung.
Smith zog Kritik auf sich, als er Katastrophen wie die Terroranschläge am 11. September 2001 als göttlichen Zorn wegen Homosexualität und Abtreibung bezeichnete.
Andere Evangelikale kritisierten an Smith, dass er finanzielle und sexuelle Unregelmäßigkeiten in der Calvary-Chapel-Bewegung toleriere; er entferne sexuelle Sünde und unzüchtige Pastoren nicht dauerhaft aus seiner Kirche. Wenn Pastoren bereuten und Beratung annahmen, ließ Smith diese auf die Kanzel zurückkehren.

## Werke
- Harvest. Schläger, Drogensüchtige, Freaks – Der Abschaum der Gesellschaft. Chuck Smiths erstaunliche Geschichte über die Entstehung von Calvary Chapel und die Männer, die Gott in seine Ernte berief. Calvary Books, ISBN 3-934957-00-5.